# 鍾天慧
鍾天慧（Nikki / Priscilla Chung Tsz Ki，1983年7月14日—），原名鍾子淇，後改為藝名鍾禧文和鍾天慧，香港女歌手、主持及演員，前無綫電視藝員，現於台灣發展。

## 簡歷
鍾天慧是2001年香港小姐競選亞軍鍾沛枝的胞妹。2001年，她於《美國亞裔經典小姐選美比賽》中奪得冠軍、最上鏡、最佳才藝、最佳台風大獎，在2002年參選香港小姐競選（五強止步）而入行，成為無綫電視旗下藝員。其後，她曾參與電視劇和其他節目演出，較為人熟悉的是2007年在該台綜藝節目《殘酷一叮》第三輯裡，與阮兒組成殘酷姊妹；至2008年便離開無綫電視和改名「鍾天慧」，參加台灣台視主辦的歌唱選秀節目《第二屆超級偶像》，並獲得第七名。

## 感情生活
鍾天慧於2009年曾與台灣男歌手及演員黃文星拍拖。

## 演出作品

### 電視劇（無綫電視）
- 2004年：《棟篤神探》
- 2005年：《我的野蠻奶奶》飾 馬佳燕嫻 (第1集)
- 2005年：《阿旺新傳》飾 Amy (第20集)
- 2006年：《愛情全保》飾 徐小姐
- 2006年：《肥田囍事》
- 2007年：《歲月風雲》飾 Amy

### 綜藝節目（無綫電視）
- 2003年：《週五放輕鬆》
- 2003年：《橫掃千金》
- 2004年：《爭金奪標Get Set Go》
- 2005年、2007年：《殘酷一叮》 - 殘酷姊妹
- 2006 - 2007年：《一擲千金》 - 千金小姐
- 2006 - 2007年：《生活放送》

### 綜藝節目（三立電視）
- 2009年：《美食大三通》

### 主持節目（無綫電視）
- 2004年：《歌神復出啟示錄》

## 音樂作品

### 合輯
- 2009年：《我有我的驚嘆號》擎天娛樂
  - 收錄：愛してる（與艾成合唱）

## 比賽成績

### 第二屆比賽成績
| 集數 | 演唱歌曲                                   | 分數      | 備註                                                                |
| ---- | ------------------------------------------ | --------- | ------------------------------------------------------------------- |
| 03   | 《Sway》／The Pussycat Dolls               | -         | 36強資格賽III，過關                                                 |
| 05   | 《假面的告白》／蔡依林                     | 8.4       | 36強決定賽，過關，勝陳怡帆（8.1分）                                 |
| 06   | 《同類》／孫燕姿                           | 8.4       | 我的主打歌，過關                                                    |
| 09   | 《Venus》／孫燕姿                          | 8.3       | 唱給最愛的人II，過關                                                |
| 10   | 《聽說愛情回來過》／蔡依林                 | 8.3       | 超1金曲挑戰賽，過關                                                 |
| 11   | 《玫瑰香》／林憶蓮                         | 8.4       | 舞台魅力淘汰賽，過關                                                |
| 12   | 《天空》／王菲                             | 8.3       | 偶像歌曲淘汰賽，過關                                                |
| 13   | 《Yesterday once more》／The Carpenters    | 8.4       | 經典老歌淘汰賽，過關                                                |
| 14   | 《眼淚》／范曉萱                           | 8.5       | 評審創作淘汰賽，過關                                                |
| 15   | 《眼淚成詩》／孫燕姿                       | 8.4       | 我的愛情故事，過關                                                  |
| 16   | 《Umberlla》／Rihanna 《被遺忘的時光》蔡琴 | 42.0 41.7 | 11強決定賽，過關                                                    |
| 17   | 《我要我們在一起》／范曉萱                 | 42.8      | 11取10踢館賽，過關，勝黃力堯（40.5分）                              |
| 18   | 《秋天別來》／侯湘婷                       | 42.4      | 十強決定賽，第一階段過關                                            |
| 19   | 《眼色》／林宥嘉                           | 42.8      | 10取9戰友淘汰賽，過關，勝BabyFace（42.2分） （對手未加0.1分之分數） |
| 20   | 《給自己的情書》／王菲                     | 42.7      | 九強決定賽，過關，勝李鈺卿（41.5分） （對手未加0.1分之分數）        |
| 21   | 《今天你要嫁給我》／陶喆+蔡依林            | 41.8      | 學長姐合唱賽，與黃文星合唱                                          |
| 22   | 《I've never been to me》／Randy Crawford  | 43.1      | 八強決定賽，過關                                                    |
| 23   | 《懸崖》／齊秦                             | 42.2      | 校園高手踢館賽，過關，勝尤祖超（42.0分）                            |
| 24   | 《冷戰》／王菲 《空白格》蔡健雅            | 42.7 42.3 | 七強決定賽，第二階段總分相加後失敗                                  |
| 31   | 《Candyman》／Christina Aguilera           | 54.3      | 超1超2大PK，過關 勝黃文星（分）                                     |
| 32   | 《愛意西爹魯》／吳靜慧（詞曲創作人）       | 8.5       | 全球華語流行歌曲創作大賽頒獎典禮 評分只針對詞曲部份，與艾成合唱     |

## 外部連結
- 2002年度香港小姐競選 - 佳麗個人網頁
- 鍾天慧無名部落格 （页面存档备份，存于）

| 前任： 黎卉淇 | 超級偶像第七名 2008年6月28日-2009年01月31日 | 繼任： 張誠菡 |